# 李凤莲

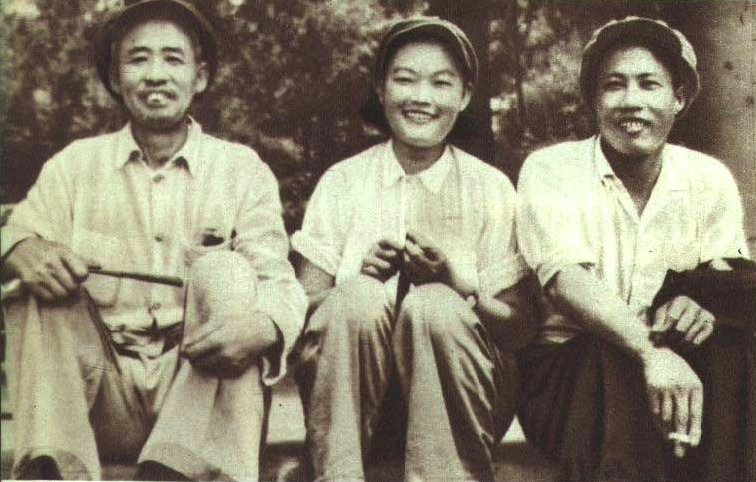
1950年全国劳动模范大会，赵占魁、李凤莲、甄荣典合影

李凤莲（1920年—），陕西靖边人，中华人民共和国工人、政治人物，全国劳动模范。

## 生平
李凤莲出生于贫困家庭，幼时当过童养媳。1935年逃离婆家，先后在延安红军供给部被服厂、中央印刷厂、延安财政厅被服厂当工人。1938年加入中国共产党。1942年曾获陕甘宁边区特等劳动英雄称号。1948年中国人民解放军占领沈阳后，她作为军代表负责接收沈阳被服二厂。
中华人民共和国成立后，曾任中华全国总工会女工部儿童福利处处长、中共北京前进棉织厂党委书记。1950年被授予全国劳动模范称号。她还是第一、二届全国人大代表，第一届全国政协委员。